# Wegesa Charles Heche
Wegesa Charles Heche (* 14. Juli 1981) ist ein Politiker der Chadema-Partei in Tansania und seit 2011 Vorsitzender der Bavicha, der Nachwuchsorganisation der Chadema-Partei.
Wegesa Charles Heche ist Absolvent der St. Augustine University of Tanzania und des „Bunda Teacher Colleges“ in der Disziplin Erziehungswissenschaften (B.A. bzw. Diplom).